# Fête de la mer de Capbreton
Pour les articles homonymes, voir Fête de la mer (homonymie).
La fête de la Mer de Capbreton est une célébration commémorant le caractère maritime de sa cité.
Les marins capbretonnais sont mis à l'honneur. Une messe est donnée à l'église locale, Saint-Nicolas, jusque dans les années 1960.  Les fidèles en procession rejoignent, ensuite, le quai du port, où ils embarquent pour aller au large, jeter à la mer une gerbe de fleurs, en l'honneur des marins disparus.
Cette pratique est inscrite à l'Inventaire du patrimoine culturel immatériel en France, depuis 2012.

## Un rituel landais
Ces fêtes, dont l'organisation est confiée au Comité des fêtes local, se déroulent le long d'un week-end généralement au début du mois de juin. 

### Un moment festif
Les activités sont diverses. Il y a notamment, les « Puces de la Mer », qui se déroulent le long du quai, tout au long de la journée : il s'agit d'une exposition de voitures anciennes. L'animation de la journée est assurée par différentes chorales, qui se produisent sur la place de la Capitainerie. L'après-midi, une exposition de maquettes de bateau et un atelier d'écriture sur le thème de la mer, sont proposés au public.
Puis, une cérémonie officielle d'inauguration a lieu, avec le discours du maire, même si les animations ont déjà été entamées le matin. Elle est suivie d'un pot de l'amitié. Le soir, une animation musicale est offerte au public.

### Une fête solennelle
Le dimanche est la journée consacrée aux cérémonies plus solennelles. Le matin, la messe prend place dans un chapiteau, monté et décoré pour l'occasion, avec des éléments rappelant le monde marin (filets de pêche, poissons...). Une maquette de bateau est posée sur l'autel alors qu'une gerbe de fleurs, en forme de cercueil, est disposée au pied de ce dernier. En l'honneur des marins disparus, cette gerbe sera bénie et portée à la mer, en bateau, par les habitants. Au cours de la messe, le célébrant décline les noms de tous les bateaux de la flotte de pêche, pour les confier à la grâce de Dieu.
L'après-midi, des bandas défilent de la place de la Capitainerie jusqu'au boulodrome du village, sur le front de mer, pour profiter d'un spectacle de danse folklorique.
Après cela vient le moment très attendu de la sortie en mer des bateaux pour le traditionnel jet de la gerbe de fleur en l'honneur des marins péris en mer. Ce cortège est conduit par la Société Nationale de Sauvetage en Mer (SNSM) et par la gendarmerie. Viennent ensuite les bateaux de pêche, puis les bateaux de plaisance. Une fois au large, la gerbe est jetée : c'est un instant de joie intense pour chacun. En effet, des cris de joie et des coups de klaxons accompagnent ce moment. Puis, les bateaux reviennent vers le port, où ils embarqueront les personnes voulant aller sur le lieu du jet de la gerbe, pour s'y recueillir. 
La journée se termine avec une fin d'après-midi réservée aux jeux traditionnels et autres activités pour les enfants.
C'est un élément tellement solennel pour les Capbretonnais que même le mauvais temps ne peut interférer sur le programme. À part quelques activités annulées, la messe et le jet de la gerbe sont toujours maintenus. 